# Celhart Donaris
Celhart Donaris Brăila este o companie producătoare de hârtie și celuloză din România..
Acționarul majoritar al societății este Ecopack Ghimbav, care controlează 84,81% din capital, iar SIF Banat-Crișana are o deținere de 14,25%.
Titlurile companiei se tranzacționează la categoria de bază a pieței Rasdaq, secțiunea XMBS, sub simbolul CEDO
Compania a fost înființată prin desprinderea din Combinatul Chimic de la Chișcani, cel mai mare obiectiv industrial al Brăilei, în care regimul comunist a investit peste 1,2 miliarde de dolari.
Înainte de Revoluția din 1989, combinatul avea peste 12.000 de angajați.

## Istoric
Construcția Combinatului Chimic de la Chișcani a început în 1956, iar în 1959 s-a dat în funcțiune prima fabrică, de carton duplex-triplex.
A urmat o perioadă de investiții masive, pe lângă fabrica de hârtie și carton înființându-se și un combinat de fibre artificiale (CFA), denumit ulterior "Dunacor".
În anii '70 - '80, cele două entități s-au unit, dând naștere celei mai mari capacități de producție fibre, celuloză și hârtie din România.
În anul 2014, combinatul chimic era în proces de demolare, pentru a face loc unui parc fotovoltaic.

## Rezultate economice
Număr de angajați:
- 2008: 140[8]
- 2003: 1.530[8]

Cifra de afaceri:
- 2008: 32,3 milioane de lei[9]
- 2007: 11 milioane euro[8]
- 2005: 60,2 milioane lei[10]